# Palais Schaumburg
Palais Schaumburg är en slottsliknande byggnad i Bonn. Byggt 1860 för en rik grosshandlare, köptes det i början av 1890-talet av prins Adolf av Schaumburg-Lippe, gift med Vilhelm II av Tysklands syster, Viktoria av Preussen. 
1939 köptes det av tyska staten. Huset var 1949–1976 säte för Bundeskanzleramt och förbundskanslern själv. Huset hade då tilläggsnamnet Haus des Bundeskanzlers (förbundskanslerns hus).
Efter att förbundsregeringen 1999 flyttade till Berlin blev Palais Schaumburg det andra officiella sätet för förbundskansliet.
Från 2001 har allmänheten getts möjlighet att besöka slottets park, och i viss utsträckning även byggnaderna.